# 都柏林布羅德斯通鐵路站
布羅德斯站（英語：Broadstone railway station）是一個位於愛爾蘭都柏林的都柏林轻轨站，在2017年通車，前身為都柏林布羅德斯通鐵路站。車站曾經是中部大西方鐵路的鐵路终點站，車站大樓現為愛爾蘭巴士的總部大樓，大部份辦公室及主要車庫都在這裡，此外這並是都柏林公車的車庫。

## 歷史
布羅德斯通這一名稱源自北歐語言Bradogue Steyn或Broad Stone，得名自布羅多格河在這裡橫過道路到芬格拉斯，而Bradogue在愛爾蘭語中指「年輕三文魚」。
車站在1847年通車。1937年1月18日，車站停止客運服務，鐵路公司把乘客運送至在市中心的都柏林皮爾斯車站。車站停止客運服務後，仍然用作為鐵路公司在都柏林的車庫，至1961年才完全結束。
2013年，都柏林輕軌綠線延伸計劃展開，把路線由圣斯蒂芬绿地站向北延伸至布魯姆橋站，最終路線在2017年完工通車，車站命名為布羅德斯通—DIT站，取命自附近的都柏林科技學院。後來該學院併入都柏林理工大学，於是在2024年，輕軌站重命名為布羅德斯通—大學站。